# Dom Glogierów w Radomiu
Dom Glogierów w Radomiu – zabytkowy budynek znajdujący się w Radomiu przy ulicy Sienkiewicza 12. Obiekt jest częścią szlaku turystycznego Zabytki Radomia.

## Historia

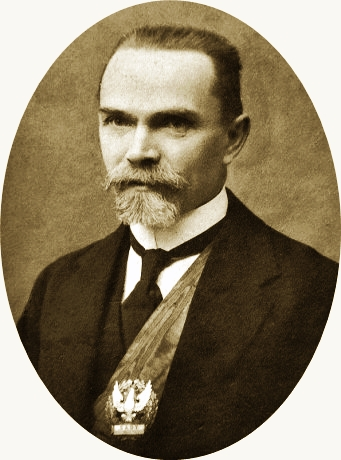
Senator Maciej Glogier

W 1914 roku Maciej Glogier zdecydował o wystawieniu nowego budynku przeznaczonego na mieszkania dla swojej rodziny. Autorem projektu architektonicznego był Józef Pius Dziekoński, jeden z czołowych przedstawicieli polskiego historyzmu. Był on także autorem neogotyckiego gmachu radomskiej katedry, jednego z najbardziej charakterystycznych obiektów Śródmieścia. Do końca II wojny światowej budynek pełnił funkcje mieszkalne. W latach 1945–1995 zajmowały go różnego rodzaju instytucje oświatowe i artystyczne.

## Architektura

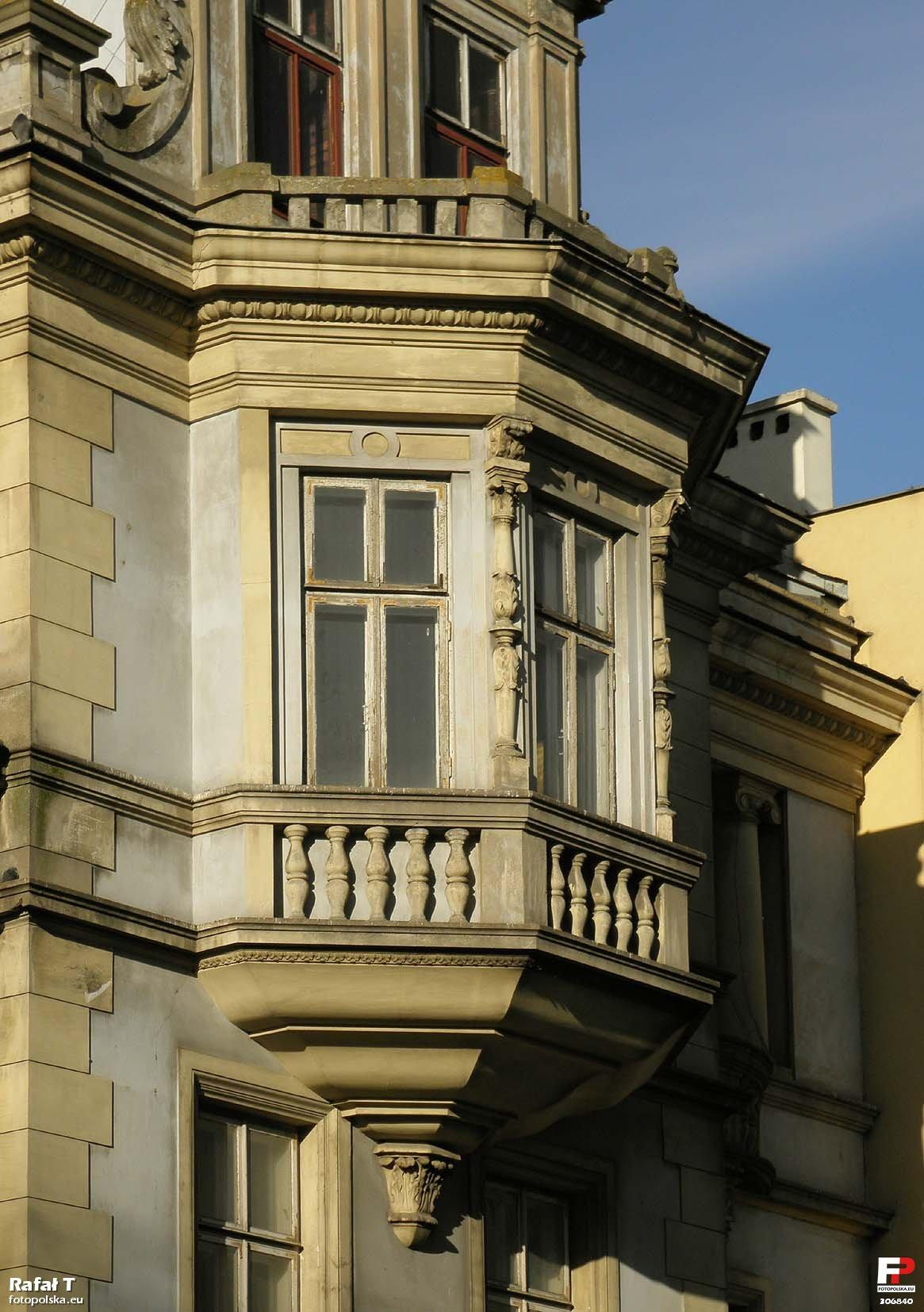
Wykusz

Dom Glogierów składa się z dwupiętrowego, dwutraktowego budynku frontowego nakrytego mansardowym dachem oraz dwóch jednotraktowych oficyn bocznych. Rozplanowanie ogólne budynku jest typowe i występuje także w innych kamienicach radomskiego Śródmieścia. O jego wyjątkowości świadczy jednak pierwotna liczba mieszkań (po jednym na piętro) i ich zindywidualizowany rozkład, asymetryczna fasada oraz rodzaj materiałów użytych do jej dekoracji.